# Afta
Estomatite aftosa (também chamada de estomatite aftosa recorrente, aftas orais recorrentes ou ulceração aftosa recorrente; em grego: ἄφθα; romaniz.: aphtha; "úlceras na boca") é uma condição comum caracterizada pela formação repetida de úlceras bucais benignas e não-contagiosas em indivíduos saudáveis. O termo informal afta também é predominantemente usado como um nome vulgar.
Sua causa não é completamente compreendida, mas envolve uma resposta imune mediada por células T e desencadeada por uma variedade de fatores que variam entre os indivíduos: podem incluir deficiências nutricionais, trauma local, estresse, influências hormonais, alergias e predisposição genética, dentre outros.
Essas úlceras ocorrem periodicamente e se curam completamente entre os ataques. Na maioria dos casos, as úlceras individuais duram cerca de 7 a 15 dias, e os episódios de ulceração ocorrem de 3 a 6 vezes por ano. A maioria delas aparece nas superfícies epiteliais não queratinizadas da boca (ou seja, em qualquer lugar exceto a gengiva inserida, o palato duro e o dorso da língua), embora as formas mais graves, que são menos comuns, também possam envolver as superfícies epiteliais queratinizadas. Os sintomas se constituem em pequenos incômodos que podem chegar a interferir no consumo de comidas e bebidas, no entanto as formas graves podem ser debilitantes, causando inclusive perda de peso devido à desnutrição.
A condição é muito comum, afetando cerca de 20 por cento da população em geral em algum grau. O início é geralmente na infância ou adolescência e a condição geralmente dura por vários anos antes de desaparecer gradualmente. Não há cura e os tratamentos visam a controlar a dor, promover a cicatrização e reduzir a frequência de episódios de ulceração.

## Sinais e sintomas

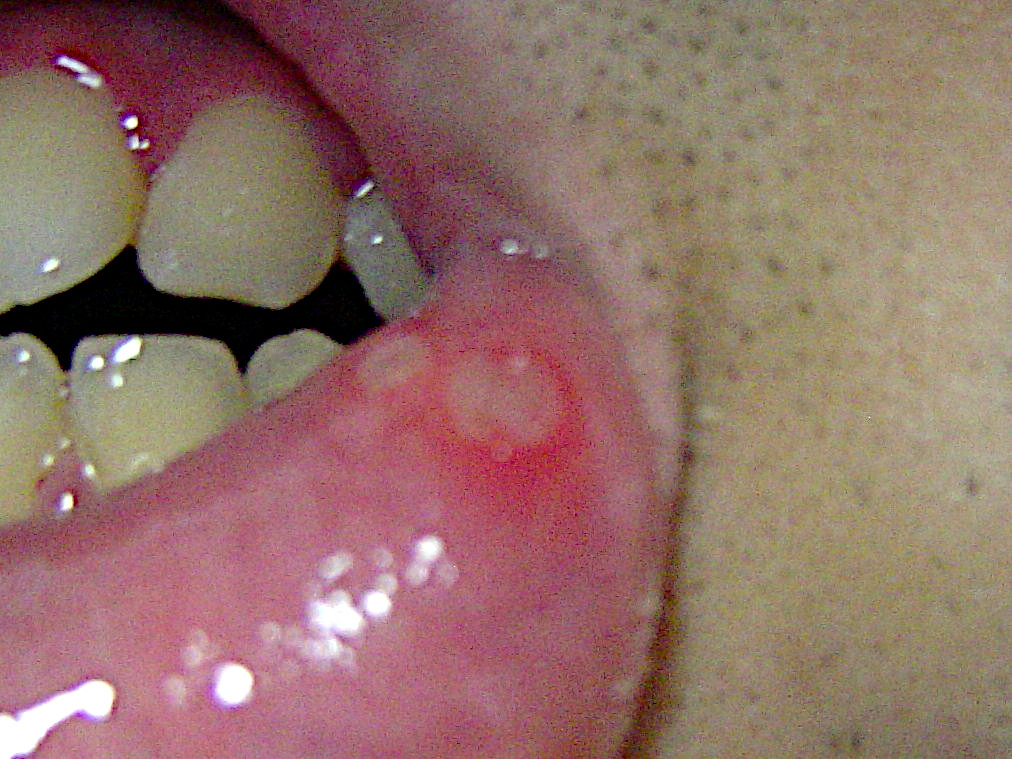
Úlceras aftosas na mucosa labial (o lábio inferior está retraído). Observação do halo eritematoso ao redor da úlcera.

Pessoas com estomatite aftosa não apresentam sinais ou sintomas sistêmicos (ou seja, fora da boca) detectáveis. Geralmente, os sintomas podem incluir sensações prodrômicas como ardor, coceira ou ardência, o que pode preceder o aparecimento de qualquer lesão por algumas horas; e dor, que muitas vezes é proporcional à extensão da úlcera e é agravada pelo contato físico, especialmente com certos alimentos e bebidas (por exemplo, ácido). A dor é pior nos dias imediatamente após o início da formação da úlcera e é aliviada com a progressão da cicatrização. Se houver lesões na língua, a fala e a mastigação podem se tornar desconfortáveis, enquanto úlceras no palato mole, orofaringe ou esôfago podem causar odinofagia (dor na garganta). Os sinais são limitados às próprias lesões.
Os episódios de ulceração geralmente ocorrem cerca de 3 a 6 vezes por ano. No entanto, os casos graves são caracterizados por ulcerações praticamente constantes (novas lesões se desenvolvem antes das antigas se curarem) e podem causar dor debilitante crônica e interferir em uma alimentação confortável. Em casos graves, isso impede a ingestão adequada de nutrientes, levando à desnutrição e perda de peso.
As úlceras aftosas geralmente começam como máculas eritematosas (área plana de mucosa avermelhada) que evoluem para úlceras recobertas por uma membrana fibrinosa amarelo-acinzentada que pode ser raspada. Um halo eritematoso envolve a úlcera. O tamanho, número, localização, tempo de cicatrização e periodicidade entre os casos de formação de úlcera são todos dependentes do subtipo de estomatite aftosa.

## Causas
A causa não é totalmente clara, mas acredita-se que seja multifatorial. Foi ainda sugerido que a estomatite aftosa não é uma entidade única, mas sim um grupo de doenças com causas diferentes. Vários estudos têm tentado identificar um organismo causador, mas a afta parece ser não-contagiosa, não infecciosa e não transmissível sexualmente. Acredita-se que a destruição da mucosa seja o resultado de uma resposta imune mediada por células T, que envolve a liberação de interleucinas e fator de necrose tumoral alfa (TNF-α). Os mastócitos e os macrófagos também estão envolvidos, secretando TNF-α juntamente com as células T. Quando as primeiras úlceras aftosas são biopsiadas, a análise histológica mostra um denso infiltrado inflamatório, 80% do qual é constituído por células T. Pessoas com estomatite aftosa têm linfócitos circulantes que reagem com os peptídeos 91 a 105 da proteína do choque térmico 65-60. Além disso, a proporção de células T CD4+ para células T CD8+ no sangue periférico de indivíduos com estomatite aftosa é diminuída.
Apesar desta teoria da imunodesregulação preferida pela maioria dos pesquisadores, a estomatite aftosa se comporta de forma diferente de outras doenças autoimunes em muitos aspectos. Não há associação entre a afta e outras doenças autoimunes, as quais costumam vir acompanhadas de outras; autoanticorpos comuns não são detectados, a condição tende a se resolver espontaneamente com o avanço da idade ao invés de piorar e geralmente as imunoglobulinas séricas estão em níveis normais.
As evidências para o mecanismo de destruição da mucosa mediado por células T são fortes, mas os desencadeadores exatos desse processo são desconhecidos e provavelmente são múltiplos e variados entre uma pessoa e outra. Isto sugere que há inúmeros desencadeadores possíveis, cada um sendo capaz de produzir a doença em diferentes subgrupos. Em outras palavras, diferentes subgrupos de indivíduos com estomatite aftosa parecem apresentar diferentes causas para a condição. Esses subgrupos podem ser distribuídos em três categorias gerais: imunodesregulação primária, redução da barreira mucosa e estados de sensibilidade antigênica aumentada. Fatores etiológicos na afta também são considerados, por vezes, em duas categorias, relacionadas com o hospedeiro ou ambiente.

### Imunidade
Pelo menos 40% das pessoas com estomatite aftosa têm um histórico familiar positivo, sugerindo que algumas pessoas são geneticamente predispostas a sofrer com ulceração oral. HLA-B12, HLA-B51, HLA-Cw7, HLA-A2, HLA-A11, e HLA-DR2 são exemplos de antígenos leucocitários humanos (HLA) associados à estomatite aftosa. No entanto, esses tipos de HLA não estão consistentemente associados à condição e também variam de acordo com a etnia. Pessoas que têm um histórico familiar positivo de estomatite aftosa tendem a desenvolver uma forma mais grave da doença e mais cedo do que o comum.
O estresse tem efeitos sobre o sistema imunológico, o que pode explicar por que alguns casos se correlacionam diretamente com o estresse. É frequente a afirmativa de que a ulceração se agrava durante os períodos de provas e diminuiu durante os períodos de férias. Por outro lado, tem sido sugerido que as atividades orais parafuncionais, tais como morder lábios e bochechas, tornam-se mais pronunciadas em períodos de estresse e, portanto, a mucosa está mais sujeita a pequenos traumas.
As ulcerações aftosas também ocorrem em condições que envolvam imunodesregulação sistêmica, por exemplo, na neutropenia cíclica e na infecção pelo vírus da imunodeficiência humana (HIV). Na neutropenia cíclica, ulcerações orais mais graves ocorrem em períodos de grave imunodesregulação e a resolução da neutropenia subjacente impede o ciclo de ulceração. O aumento relativo na percentagem de células T CD8+, causado por uma redução no número de células T CD4+, pode estar envolvido na formação das ulcerações do tipo estomatite aftosa recorrente (EAR) na infecção pelo vírus HIV.

### Barreira mucosa
A espessura da mucosa pode ser um fator importante na estomatite aftosa. Normalmente, as úlceras se formam na superfície da mucosa oral não queratinizada. Os fatores que diminuem o espessamento da mucosa aumentam a frequência de ocorrência e os fatores que aumentam a espessura da mucosa estão relacionados com a diminuição da ulceração. As deficiências nutricionais associadas à estomatite aftosa (B12, folato e ferro) podem causar uma diminuição na espessura da mucosa oral (atrofia).
O trauma local também está associado à estomatite aftosa e sabe-se que ele pode diminuir a barreira mucosa. O trauma pode ocorrer durante a injeção de anestésico local na boca ou de outra forma durante os tratamentos dentários, pela fricção uma superfície cortante na boca, como um dente quebrado ou ao escovar os dentes. Fatores hormonais são capazes de alterar a barreira mucosa. Num estudo, um pequeno grupo de mulheres com estomatite aftosa apresentou menos casos de úlceras aftosas durante a fase lútea do ciclo menstrual, ou com a utilização da pílula contraceptiva. Esta fase está associada a um decréscimo nos níveis de progestagênio, proliferação da mucosa e queratinização. Este subgrupo muitas vezes também experimenta remissão durante a gravidez. No entanto, outros estudos não relatam uma correlação entre a estomatite aftosa e o período menstrual, gravidez e menopausa.
A estomatite aftosa é incomum em pessoas que fumam. O uso de tabaco está associada com um aumento da queratinização da mucosa oral. Nas formas extremas, isso pode se manifestar como leucoplasia ou estomatite nicotínica (ceratose do fumante). Este aumento da queratinização pode reforçar mecanicamente a mucosa e reduzir a tendência para formar úlceras após pequenos traumas ou apresentar uma barreira mais significativa para micróbios e antígenos, mas isso ainda não está claro. A nicotina também é conhecida por estimular a produção de esteroides suprarrenais e reduzir a produção de TNF-α, interleucina-1 e interleucina-6. A interrupção do tabagismo é conhecida por algumas vezes preceder o início da estomatite aftosa em pessoas anteriormente não afetadas ou agravar a doença em pessoas que já estavam experimentando ulcerações aftosas. Apesar dessa correlação, começar a fumar novamente não costuma diminuir a condição.

### Sensibilidade antigênica
Postula-se que a condição representa um estado de elevada sensibilidade a estímulos antigênicos, havendo reação cruzada da resposta imune mediada por células com as células do epitélio. Há algumas hipóteses de que a estomatite aftosa seria causada pela expressão de antígenos HLA de classe II juntamente com os antígenos HLA de classe I normalmente encontrados em células epiteliais, o que resultaria em que eles sejam reconhecidos pelo sistema imunológico como células estranhas (nonself), em vez de células próprias do organismo (self). Vários agentes antigênicos têm sido implicados como ativadores da resposta imune na doença, incluindo estreptococos do grupo L, vírus da herpes simples, vírus Varicela-Zoster, adenovírus e citomegalovírus.
Outros afirmam que não existe qualquer evidência disponível que demonstre que qualquer um desses organismos seja capaz de causar a estomatite por si só. Algumas pessoas com estomatite aftosa podem apresentar o vírus da herpes dentro do epitélio da mucosa, mas sem produzir infecção. Em alguns indivíduos, os ataques de ulceração ocorrem ao mesmo tempo em que há excreção viral assintomática e títulos virais elevados. No entanto, a medicação antiviral não tem efeito sobre a estomatite aftosa.
Em alguns casos, úlceras bucais recorrentes podem ser uma manifestação de uma reação alérgica. Possíveis alérgenos incluem certos alimentos (por exemplo, chocolate, café, morangos, ovos, nozes, tomate, queijo, frutas cítricas, benzoatos, cinamaldeído e alimentos altamente ácidos), cremes dentais e enxaguantes bucais. Quando os alérgenos alimentares são os responsáveis, as úlceras orais geralmente se desenvolvem dentro de cerca de 12 a 24 horas de exposição.
O lauril sulfato de sódio (LSS), um detergente presente em algumas marcas de creme dental e outros produtos de cuidados de saúde bucal, pode produzir úlceras na cavidade oral em alguns indivíduos. Tem sido demonstrado que a estomatite aftosa é mais comum em pessoas que usam pastas de dentes contendo LSS e que ocorre pequena redução nas úlceras quando um creme dental livre de DSS é usado. Alguns têm argumentado que uma vez que o uso de LSS é quase onipresente em produtos de higiene bucal, é improvável que exista uma verdadeira predisposição para a estomatite aftosa causada por este detergente.

### Doença sistêmica
| Doenças sistêmicas associadas à afta como ulceração |
| --- |
| Doença de Behçet Doença celíaca Neutropenia cíclica Deficiências nutricionais Deficiência de IgA Estado imunocomprometido, por exemplo o HIV Doença inflamatória intestinal Síndrome MAGIC Síndrome PFAPA Artrite reativa Síndrome de Sweet Úlcera de Lipschütz |

Ulcerações aftosas podem ocorrer em associação com várias doenças sistêmicas (veja a tabela). Essas úlceras são clínica e histologicamente idênticas às lesões da estomatite aftosa, mas este tipo de ulceração oral não é considerado como uma verdadeira estomatite por algumas fontes. Algumas destas condições podem provocar ulceração em outras superfícies mucosas, além da boca, tais como a conjuntiva ou as mucosas genitais. A resolução da condição sistêmica, muitas vezes leva a uma diminuição da frequência e da gravidade das úlceras orais.
A doença de Behçet é formada por uma tríade: úlceras orais, úlceras genitais e uveíte anterior. A principal característica da doença de Behçet são as úlceras semelhantes a aftas, mas geralmente mais graves do que as observadas na estomatite aftosa sem uma causa sistêmica, assemelhando-se, tipicamente, a uma ulceração herpetiforme ou aftosa maior ou a ambas. A ulceração semelhante à afta é o primeiro sinal da doença em 25 a 75% dos casos. A doença de Behçet é mais comum em indivíduos cuja origem étnica é proveniente de regiões ao longo da Rota da Seda (entre o Mediterrâneo e o Extremo Oriente). Ela tende a ser rara em outros países, como os Estados Unidos e o Reino Unido. A síndrome MAGIC é uma possível variante da doença de Behçet e está associada à ulceração semelhante à afta. O nome significa "Mouth And Genital ulcers with Inflamed Cartilage", em português "úlceras orais e genitais com inflamação na cartilagem". Portanto, a síndrome MAGIC seria formada por achados clínicos da doença de Behçet e da policondrite recidivante.
A síndrome PFAPA é uma condição rara que costuma ocorrer em crianças. O nome significa "Periodic Fever, Aphthae, Pharyngitis and cervical Adenitis", em português "febre periódica, estomatite aftosa, faringite (dor de garganta) e adenite cervical" (inflamação dos gânglios linfáticos no pescoço). As febres ocorrem periodicamente a cada 3 a 5 semanas. A condição parece melhorar com tonsilectomia ou imunossupressão, sugerindo uma causa imunológica. Na neutropenia cíclica, existe uma redução no nível de neutrófilos em circulação no sangue que ocorre aproximadamente a cada 21 dias. Infecções oportunistas ocorrem comumente e as ulcerações semelhantes a aftas se tornam piores durante este período.
As deficiências hematínicas (vitamina B12, ácido fólico e ferro), que ocorrem isoladamente ou em combinação e com ou sem uma doença gastrointestinal subjacente, podem ser duas vezes mais comuns em pessoas com estomatite aftosa recorrente. No entanto, os suplementos de ferro e vitamina com pouca frequência melhoram a ulceração. A relação com a deficiência de vitamina B12 tem sido objeto de vários estudos. Embora esses estudos tenham observado que 0 a 42% das pessoas com úlceras recorrentes sofrem de deficiência de vitamina B12, uma associação com a deficiência é rara. Mesmo na ausência de deficiência, a suplementação de vitamina B12 pode ser útil devido a mecanismos pouco claros. As deficiências hematínicas podem causar anemia, que também está associada a ulcerações semelhantes a aftas.
Doenças gastrointestinais são por vezes associadas a condições semelhantes à estomatite aftosa, como, por exemplo, mais comumente a doença celíaca, mas também doença inflamatória intestinal, como a doença de Crohn ou a colite ulcerativa. A ligação entre distúrbios gastrointestinais e estomatite aftosa, provavelmente, está relacionada a deficiências nutricionais causadas por má absorção. Menos de 5% das pessoas com estomatite aftosa recorrente têm doença celíaca, que geralmente se apresenta com desnutrição grave, anemia, dor abdominal, diarreia e glossite (inflamação da língua). Às vezes, as úlceras orais podem representar a única manifestação da doença celíaca. Apesar desta associação, uma dieta sem glúten não costuma melhorar a ulceração oral. Outros exemplos de doenças sistêmicas associadas a ulcerações semelhantes a aftas incluem a síndrome de Reiter e o eritema multiforme recorrente.

## Diagnóstico

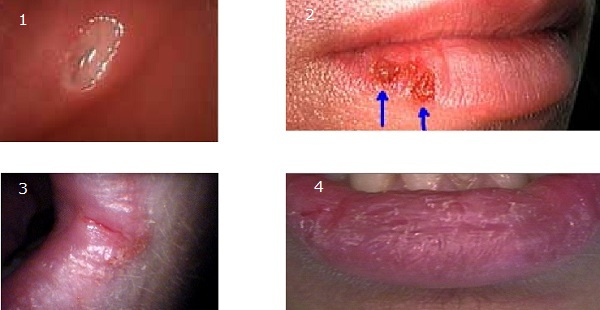
Comparação fotográfica de: 1) uma afta no interior da boca, 2) herpes, 3) queilite angular e 4) lábios rachados.

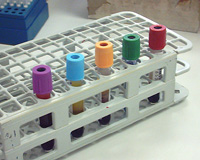
O sangue muitas vezes é colhido para avaliar os níveis de hemoglobina, ferro, folato e vitamina B12.

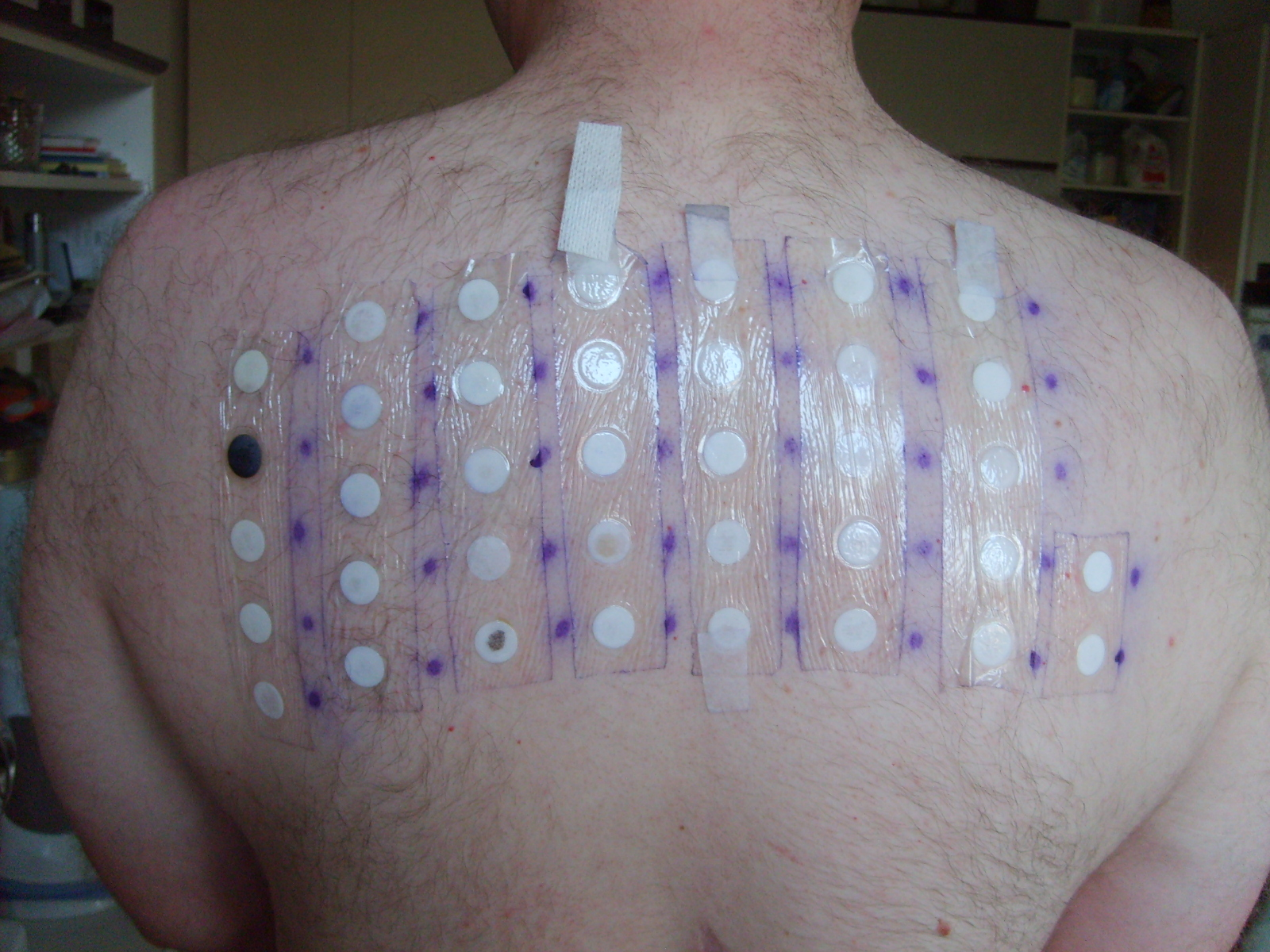
Muitas vezes se realiza o teste de contato ("patch teste"). As áreas da pele sob o adesivo são estimuladas com vários alérgenos comuns. Os que causam uma reação inflamatória também podem estar envolvidos nas úlceras orais recorrentes.

O diagnóstico se baseia principalmente na apresentação clínica e no histórico. A característica mais importante na história é a presença de úlceras orais recorrentes, que melhoram sozinhas e que ocorrem em períodos praticamente regulares. Apesar de existirem muitas causas para úlceras orais, as úlceras recorrentes contam com relativamente poucas causas, sendo a estomatite aftosa recorrente a mais comum, mas raramente a causa pode ser doença de Behçet, eritema multiforme, úlceras associadas a doença gastrointestinal, e infecção por herpes simples intra-oral recorrente. Uma causa sistêmica é mais provável em adultos que, de repente, desenvolvem ulcerações orais recorrentes sem antecedentes.
Investigações especiais podem ser indicadas para descartar outras causas para úlceras orais. Estas incluem exames de sangue para excluir anemia, deficiências de ferro, ácido fólico ou vitamina B12 ou doença celíaca. No entanto, as deficiências nutricionais podem ser latentes e o esfregaço do sangue periférico pode estar relativamente normal. Alguns sugerem que a triagem para a doença celíaca deve fazer parte da investigação de rotina para indivíduos com queixas de úlceras recorrentes na cavidade oral. Muitas das doenças sistêmicas causam outros sintomas além de úlceras orais, o que contrasta com a estomatite aftosa, na qual ocorre ulceração oral isolada. O teste de contato pode ser indicado se há suspeita de alergia (por exemplo, uma forte relação entre determinados alimentos e episódios de ulceração). Diversos fármacos podem causar úlceras na cavidade oral (por exemplo, nicorandil), e a substituição experimental por outra droga pode evidenciar uma relação causal.
A biopsia do tecido geralmente não é necessária, a menos que seja para descartar outras condições suspeitas, como o carcinoma de células escamosas da boca. O achado histopatológico não é patognomônica (a aparência microscópica não é específica da doença). As lesões iniciais têm uma zona central de ulceração recoberta por uma membrana fibrinosa. No tecido conjuntivo profundo à úlcera, há um aumento da vascularização e um infiltrado inflamatório misto composto por linfócitos, histiócitos e polimorfonucleares. O epitélio sobre as margens da úlcera apresenta espongiose e há muitas células mononucleares no seu terço basal. Há também linfócitos e histiócitos no tecido conjuntivo ao redor dos vasos sanguíneos mais profundos próximos à úlcera, descritos histologicamente como "infiltrado perivasculares".

### Classificação
A estomatite aftosa foi classificada como um tipo de estomatite não-infecciosa (inflamação da boca). Uma classificação distingue a "afta simples comum", sendo responsável por 95% dos casos, com 3 a 6 episódios por ano, de cura rápida, dor mínima e úlceras restritas à boca; e a "afta complexa", contando com 5% dos casos, na qual as úlceras podem estar presentes na mucosa genital, além da boca, a cura é mais lenta e a dor é mais intensa. Um método mais comum para classificar a estomatite aftosa é em três variantes, que se distinguem pelo tamanho, número e localização das lesões, o tempo de cicatrização das úlceras individuais e se uma cicatriz é deixada após a cura (veja abaixo).

#### Úlcera aftosa menor
Este é o tipo mais comum de estomatite aftosa, responsável por cerca de 80 a 85% de todos os casos. Este subtipo é denominado úlcera aftosa menor (MiAU) ou estomatite aftosa recorrente menor (MiRAS). As lesões, em si, podem ser referidas como afta menor ou úlcera aftosa menor. Essas lesões, em geral, possuem menos de 10 milímetros de diâmetro (geralmente cerca de 2 a 3 milímetros), e afetam as superfícies mucosas não queratinizadas (ou seja, a mucosa labial e oral, as bordas laterais da língua e a base da boca). Geralmente várias úlceras aparecem ao mesmo tempo, mas uma úlcera única também é possível. A cura geralmente leva de sete a dez dias e não deixa cicatrizes. Entre os episódios de ulceração, geralmente há um período livre de úlceras de duração variável.

#### Úlcera aftosa maior
Este subtipo representa cerca de 10% de todos os casos de estomatite aftosa. É denominada úlcera aftosa maior (MaAU) ou estomatite aftosa recorrente maior (MaRAS). As principais úlceras aftosas (afta maior) são semelhantes às úlceras aftosas menores, mas possuem mais do que 10 milímetros de diâmetro e a ulceração é mais profunda. Uma vez que as lesões são maiores, a cicatrização se torna mais demorada (cerca de vinte a trinta dias) e pode deixar cicatrizes. Cada caso de ulceração geralmente produz um número maior de úlceras e o intervalo entre os ataques é menor do que o observado na estomatite aftosa menor. A úlcera aftosa maior geralmente afeta superfícies mucosas não queratinizadas, mas com menor frequência a mucosa queratinizada também pode ser acometida, tais como o dorso (superfície superior) da língua ou a gengiva. O palato mole ou as fauces (parte de trás da garganta) também podem ser envolvidos, sendo o último parte da orofaringe, em vez da cavidade oral. Em comparação com a úlcera aftosa menor, a afta maior tende a apresentar um contorno irregular.

#### Ulceração herpetiforme
A úlcera herpetiforme (também denominada estomatite herpetiforme,) é um subtipo de estomatite aftosa assim chamada porque suas lesões se assemelham a uma infecção primária pelo vírus da herpes simples (gengivoestomatite herpética primária). Entretanto, as úlceras herpetiformes não são causadas pelo vírus da herpes. Não é contagiosa assim como todos os tipos de estomatite aftosa. Ao contrário das úlceras herpéticas verdadeiras, as úlceras herpetiformes não são precedidas por vesículas (pequenas bolhas, cheias de fluido). As úlceras herpetiformes possuem menos de 1 milímetro de diâmetro e ocorrem em grupos de tamanho variável, chegando a cem úlceras de uma só vez. Úlceras adjacentes podem se fundir para formar grandes áreas contínuas de ulceração. A cura ocorre dentro de 15 dias sem deixar cicatrizes. A ulceração pode afetar superfícies mucosas queratinizadas, além das não queratinizadas. A ulceração herpetiforme muitas vezes é extremamente dolorosa e as lesões se repetem com mais frequência do que nas úlceras aftosas menores ou maiores. A recorrência pode ser tão frequente que a ulceração é praticamente contínua. Geralmente ocorre em uma faixa etária um pouco mais velha do que os outros subtipos e as mulheres são afetadas com frequência ligeiramente maior do que os homens.

#### Ulceração do tipo EAR
Úlceras recorrentes na cavidade oral associadas a condições sistêmicas são chamadas de "ulcerações do tipo EAR", "ulceração semelhante a EAR" ou "úlcera semelhante à afta". A estomatite aftosa ocorre em indivíduos sem doença sistêmica associada. Pessoas com certas doenças sistêmicas podem estar propensas a desenvolver ulceração oral, mas isso é secundário à condição médica subjacente (consulte a seção doença sistêmica). Este tipo de ulceração é considerado por alguns como distinto da estomatite aftosa verdadeira. No entanto, esta definição não é rigorosamente aplicada. Por exemplo, muitas fontes referem-se à ulceração oral causada por anemia e/ou deficiências nutricionais como a estomatite aftosa e alguns consideram também a doença de Behçet como uma variante.

## Tratamento
A grande maioria das pessoas com estomatite aftosa apresenta sintomas menores e não requerem nenhuma terapia específica. A dor geralmente é tolerável com uma simples modificação da dieta durante os episódios de ulceração, como evitar alimentos e bebidas picantes ou ácidos. Muitos medicamentos tópicos e sistêmicos diferentes foram propostos (veja a tabela), mostrando, algumas vezes, pouca ou nenhuma evidência de eficácia quando formalmente investigado. Alguns dos resultados das intervenções para EAR podem na verdade representar um efeito placebo. Nenhuma terapia é curativa, com o tratamento visando ao alívio a dor,  a promover a cicatrização e a reduzir a frequência dos episódios de ulceração.
| Farmacoterapias utilizadas em estomatite aftosa                | Farmacoterapias utilizadas em estomatite aftosa      | Farmacoterapias utilizadas em estomatite aftosa |
| Tipo de droga                                                  | Ação pretendida                                      | Exemplo(s) |
| -------------------------------------------------------------- | ---------------------------------------------------- | --- |
| Agentes tópicos de cobertura / barreiras                       | Reduzir a dor                                        | Orabase (muitas vezes combinados com triamcinolona). |
| Analgésicos / anestésicos / agentes anti-inflamatórios tópicos | Reduzir a dor                                        | Enxaguante bucal ou spray de cloridrato de benzidamina, pasta de amlexanox, lidocaína viscosa, diclofenaco em ácido hialurônico.                                                 |
| Antissépticos tópicos                                          | Acelerar a cura (prevenir infecção secundária)       | Doxiciclina, tetraciclina, minociclina, gluconato de clorexidina, triclosan. |
| Corticosteroides tópicos de baixa potência                     | Reduzir a inflamação                                 | Succinato sódico de hidrocortisona. |
| Corticosteroides tópicos de média potência                     | Reduzir a inflamação                                 | Dipropionato de beclometasona em aerossol, fluocinonida, clobetasol, fosfato de sódio de betametasona, dexametasona.                                                             |
| Fármacos administrados por via oral                            | Vários, principalmente modular a resposta imunitária | Prednisolona, colchicina, pentoxifilina, azatioprina, talidomida, dapsona, micofenolato de mofetil, adalimumabe, vitamina B12, Clofazimina, Levamisol, Montelucaste, Sulodexida. |

A terapia de primeira linha para a estomatite aftosa são os agentes tópicos ao invés de medicação sistêmica, com corticosteroides tópicos sendo o principal tratamento. O tratamento sistêmico é geralmente reservado para os casos graves devido ao risco de efeitos adversos secundários associados a muitos destes agentes. Uma revisão sistemática concluiu que nenhuma intervenção sistêmica sozinha foi eficaz. Uma boa higiene oral também é importante para evitar infecções secundárias nas lesões ulceradas.
Ocasionalmente, no sexo feminino, em que a ulceração está correlacionada ao ciclo menstrual ou a um contraceptivo oral, o progestogênio ou a mudança do contraceptivo oral pode ser benéfico. Também foi relatado o uso de terapia de reposição de nicotina por pessoas que desenvolveram úlceras na cavidade oral após pararem de fumar. Começar a fumar novamente não costuma melhorar o problema. O trauma pode ser reduzido, evitando gêneros alimentícios ásperos ou cortantes e escovando os dentes com cuidado. Se houver suspeita de que o lauril sulfato de sódio seja a causa, evitar produtos que contenham essa substância química pode ser útil e prevenir a recorrência em alguns indivíduos. Da mesma forma, o teste de contato pode indicar que a alergia alimentar é responsável, e a dieta pode ser modificada de acordo. Se as investigações revelam estados de deficiência, a correção da deficiência pode resultar em resolução da ulceração. Por exemplo, há evidências de que a suplementação de vitamina B12 pode prevenir a recorrência em alguns indivíduos.
A excisão cirúrgica de úlceras aftosas foi descrita, mas é um tratamento ineficaz e inadequado. O nitrato de prata também foi utilizado como um cauterizante químico. Além das abordagens principais detalhadas acima, existem inúmeros tratamentos de eficácia não comprovada que vão desde remédios de ervas a diferentes tratamentos alternativos, incluindo aloe vera, murta-comum, Rosa damascena, sulfato de zinco, a nicotina, a vacina contra o vírus da poliomielite e a prostaglandina E2.

## Prognóstico
Por definição, não há nenhuma condição médica subjacente grave, as úlceras não representam câncer de boca e não são infecciosas. No entanto, as aftas são capazes de causar desconforto significativo. Há um espectro de gravidade, com sintomas que vão desde incômodos menores a incapacitantes. Devido à dor durante a alimentação, pode ocorrer perda de peso como resultado da estomatite aftosa grave. Normalmente, a condição dura por vários anos antes de desaparecer espontaneamente na vida adulta.

## Epidemiologia
A prevalência relatada varia entre 5 e 66%, mas na maioria das populações cerca de 20% dos indivíduos são afetados em algum grau, tornando-a a doença mais comum da mucosa oral. A estomatite aftosa ocorre em todo o mundo, mas é mais comum em países desenvolvidos.
Dentro dos países, há uma prevalência ligeiramente maior nos grupos socioeconômicos mais elevados. Homens e mulheres são afetados em uma proporção parecida e o pico de idade de início é entre 10 e 19 anos. Cerca de 80% das pessoas com estomatite aftosa desenvolveram a condição pela primeira vez antes dos 30 anos. Há relatos de variações étnicas. Por exemplo, nos Estados Unidos, a estomatite aftosa pode ser três vezes mais comum em pessoas de pele branca do que as pessoas de pele negra.

## História, sociedade e cultura
"Afetações aftosas" e "ulcerações aftosas" da boca são mencionadas várias vezes no tratado "Epidemias" (parte do Corpus Hippocraticum, do século VI a.C.), embora pareça provável que se tratavam de ulcerações orais associadas a alguma doença infecciosa, uma vez que descreve-se que elas ocorreriam em padrões semelhantes a epidemias, com sintomas concomitantes, tais como febre. Já se pensou que a estomatite aftosa fosse uma forma de infecção recorrente pelo vírus da herpes simples e alguns médicos ainda se referem à condição como "herpes" apesar dessa etiologia ter sido refutada.
O termo informal "afta" é por vezes utilizado predominantemente como um nome vulgar ou para descrever esta condição geral, ou para se referir às úlceras individuais desta condição, ou úlceras na boca de qualquer causa não relacionada a esta condição.  Afta (no plural aftas) é um termo não específico que se refere a uma úlcera na boca. A palavra é derivada da palavra grega aphtha que significa "erupção" ou "úlcera". As lesões orais em várias outras condições são muitas vezes descritas como aftas, incluindo a afta de Bednar (úlceras traumáticas infectadas no palato duro em crianças), candidíase oral e febre aftosa. Uma vez que a palavra afta é frequentemente considerada como sinônimo de úlcera, tem sido sugerido que o termo "úlcera aftosa" é redundante, mas continua a ser de uso comum. Estomatite também é um termo não-específico que se refere a todo o processo inflamatório da boca, com ou sem ulceração oral. Pode ser usado para descrever várias condições diferentes além da estomatite aftosa, tal como estomatite angular.
O termo médico atual mais utilizado é "estomatite aftosa recorrente" ou simplesmente "estomatite aftosa". Historicamente, muitos termos diferentes foram usados para se referir à estomatite aftosa recorrente ou seus subtipos e alguns ainda são aplicados. A afta de Mikulicz é um sinônimo de EAR menor, em homenagem a Jan Mikulicz-Radecki. Alguns sinônimos para EAR maior são úlceras de Sutton (em homenagem a Richard Lightburn Sutton), doença de Sutton, síndrome de Sutton e periadenite mucosa necrótica recorrente. Sinônimos para estomatite aftosa como um todo incluem afta oral (recorrente), ulceração aftosa (recorrente) e aftose (oral).
Na medicina tradicional chinesa, tratamentos para afta têm foco em calor-limpeza e fortalecimento do Yin. Um creme dental da Rembrandt Gentle White não contêm LSS e foi especificamente comercializado para ser benéfico para pessoas que "sofrem de aftas". Quando a fabricante Johnson & Johnson interrompeu a comercialização do produto em 2014, causou revolta em clientes antigos e o creme dental passou a ser vendido no site de leilões eBay.